# 孔昭绶
孔昭绶（1876年—1929年），字明权，号竞成，别号劲榉，湖南长沙浏阳人，祖籍山東曲阜，孔子第71代孙，毕业于湖南优级师范学堂和法政大學，中国近代知名教育家。

## 生平
1876年，孔昭绶出生在湖南省长沙府浏阳县。
1910年，孔昭绶在湖南优级师范学堂毕业。
1913年，孔昭绶担任湖南第一师范学院校长，出任校长期间，刊文抨击窃国大盗袁世凯，遭受袁世凯政治迫害。
1914年1月，袁世凯手下汤芗铭派遣一个营的兵力包围一师，捉拿孔昭绶，孔昭绶在全校师生的掩护下，扮成卖水的商贩溜出一师，随后渡海远赴日本东京法政大學留学。
1916年，袁世凯突然死亡，汤芗铭被调离湖南省，谭延闿接任湖南省省长和督军，孔昭绶归国，在谭延闿的邀请下，再次出任湖南第一师范学院校长。
1917年11月，北洋政府首脑段祺瑞派遣傅良佐到湖南省镇压护法运动，结果被谭浩明打败，傅良佐窜逃长沙，由于谭浩明驻军在湘乡、衡山，长沙是一座空城，长沙城内人心惶惶，一师全校师生也不例外，孔昭绶宣布带领学生避难，遭受毛泽东的反对，毛泽东亲自到猴子石打探傅良佐军情，而后回到学校组建了学生志愿军，自己担任大帅，用鞭炮和伏兵的方法打败傅良佐残部，3000名傅良佐部下弃械投降，而后，孔昭绶在《第一师范校志》写下：“全校师生皆曰：‘毛泽东通身是胆’。”:344
1918年，张敬尧攻入长沙，孔昭绶令毛泽东组建警备队，负责保卫一师。毛泽东在一师读书的《学友会纪事录》和《夜学日志》被孔昭绶保存。
1922年，孔昭绶担任湖南省议会副议长。
1929年，孔昭绶在长沙因病去世。:345